# Zeros maculosus
Zeros maculosus är en tvåvingeart som beskrevs av Zhang, Yang och Wayne N. Mathis 2007. Zeros maculosus ingår i släktet Zeros och familjen vattenflugor. Inga underarter finns listade i Catalogue of Life.